# Scotopelia bouvieri
Scotopelia bouvieri é uma espécie de ave estrigiforme pertencente à família Strigidae.